# Orge (Saulx)
Die Orge ist ein Fluss in Frankreich, der in den  Départements Haute-Marne und Meuse in der Region Grand Est verläuft.

## Verlauf
Sie entspringt am Gemeindegebiet von Gillaumé und entwässert generell in nordwestlicher Richtung. Auf ihrem Weg führt sie oft geringe Wassermengen an der Oberfläche oder versickert abschnittsweise ganz im trockenen Untergrund. Nach rund 26 Kilometern mündet sie schließlich im Gemeindegebiet von Le Bouchon-sur-Saulx als rechter Nebenfluss in die Saulx.

## Orte am Fluss
(Reihenfolge in Fließrichtung)
- Gillaumé
- Saudron
- Ribeaucourt
- Biencourt-sur-Orge
- Couvertpuis